# 티토 라리바

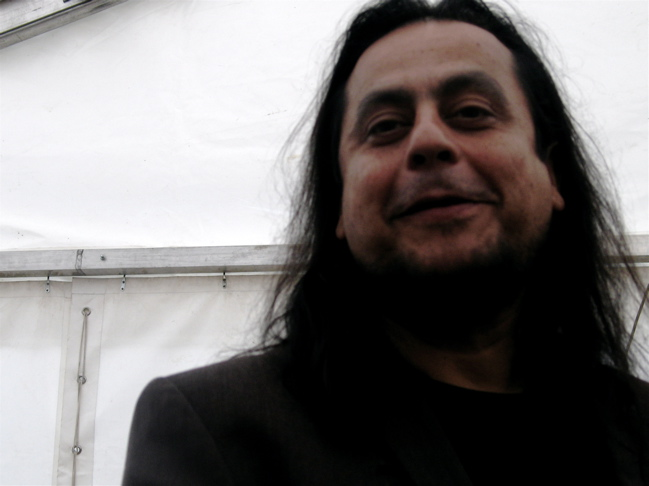

티토 라리바(Tito Larriva, 1953년 1월 1일 ~ )는 멕시코 태생의 미국 배우, 가수, 작곡가 겸 작사가, 음악가이다.
치와와주 시우다드후아레스에서 태어났다.

## 영화
- 마셰티 (2010년)
- 원스 어폰 어 타임 인 멕시코 (2003년)
- 밀리언 달러 호텔 (2000년)
- 섹스 온 더 비치 (1999년)
- 드림 위드 더 피쉬스 (1997년)
- 더 홀 (1997년)
- 루프 (1996년)
- 모킹 더 코스모스 (1996년)
- 황혼에서 새벽까지 (1996년)
- 데스페라도 (1995년) - 타보 역
- 아이 오브 엔젤 (1991년)
- 트루 스토리스 (1986년)
- 리포 맨 (1984년)